# الراية البيضا (مسلسل)
الراية البيضا هو مسلسل درامي مصري، أنتج سنة 1988، من إخراج محمد فاضل (مخرج)، وتأليف أسامة أنور عكاشة، ومن بطولة جميل راتب وسناء جميل. وتدور أحداثه عن سيدة من أثرياء تجارة السمك ترغب في الاستيلاء على قصر أثري يقيم به أحد السفراء في فترة تقاعده.

## شخصيات المسلسل
| - جميل راتب:السفير مفيد أبو الغار - سناء جميل:المعلمة فضة المعداوي - سمية الألفي:الصحفيه أمل صبور - هشام سليم:الفنان هشام أنيس - هادي الجيار:أستاذ الفلسفة العربي حنفي - سيد زيان:النونو - نبيل الدسوقي:المحامي انيس عبد الحليم | - محمد متولي:المحامي أبو طالب - سيد عبد الكريم:حنفي السماك، صاحب مطعم سمك - وفاء مكي:سمحة الشاطر، بنت فضه المعداوي - سيد عزمي:حمو، صبي في وكاله السمك - أحمد صيام:رجب، ساعي في مكتب المحامي أنيس - عائشة الكيلاني:تركية، عاملة في منزل فضة وهي خالة النونو | - محمد جبريل ، خيري الشاطر المهندس ابن فضة - أحمد برعي فكري الشاطر الدكتور ابن فضة - عبد الغني ناصر الدكتور صبور أخصائي المخ والأعصاب، ووالد أمل - دينار فاطمة الشاطر ابنة عم سمحة - محمد الأدنداني:الضاوي، عامل في بيت فلة أبو الغار - محمود الحديني:مطاوع، مدير شوون فلة أبو الغار |

## فريق العمل
- إخراج: محمد فاضل (مخرج)
- تأليف: أسامة أنور عكاشة
- مهندس الديكور: خيري أسعد
- توليف (مونتاج) إلكتروني: ماجد شومن
- توليف فيديو:عبد الكريم ذياب
- التصوير: تم التصوير في استديوهات الأردن -الشركة الأردنية للإنتاج التليفزيوني والإذاعي والسينمائي
- توزيع: الشركة العربية للإنتاج الإعلامي
- مدير الإنتاج: عبد الرحمن لملوم
- مخرج منفذ: مجدي أبو عميرة، أحمد البدري
- موسيقي تصويرية: عمار الشريعي

## وصلات خارجية
- الراية البيضا على موقع IMDb (الإنجليزية)